# أورلاندو دا كوستا
أورلاندو دا كوستا (بالبرتغالية: Orlando da Costa‏) هو لاعب كرة قدم برازيلي، ولد في 8 أغسطس 1985 في ساو باولو في البرازيل.